# Vlag van Beersel
De vlag van Beersel werd door de gemeenteraad op 29 april 1985 officieel vastgesteld als de gemeentelijke vlag van de Vlaams-Brabantse gemeente Beersel. Op 2 september 1985 werd hij door het Bestuur van Vlaanderen bevestigd en uiteindelijk gepubliceerd op 8 juli 1986 in het officiële Belgisch Staatsblad.
Officieel wordt de vlag beschreven als:
Wit met een blauw uitgeschulpt kruis.
De vlag zijn ontworpen door wijlen lokale kunstenaar Herman Elsier. De vlag is gelijk uit het tweede (en derde) kwart van het gemeentewapen.
Alsemberg had een gemeentevlag met twee verticale banen van groen-rood, tot die bij de gemeentelijke herindeling van 1977 toegevoegd werd aan de gemeente Beersel.

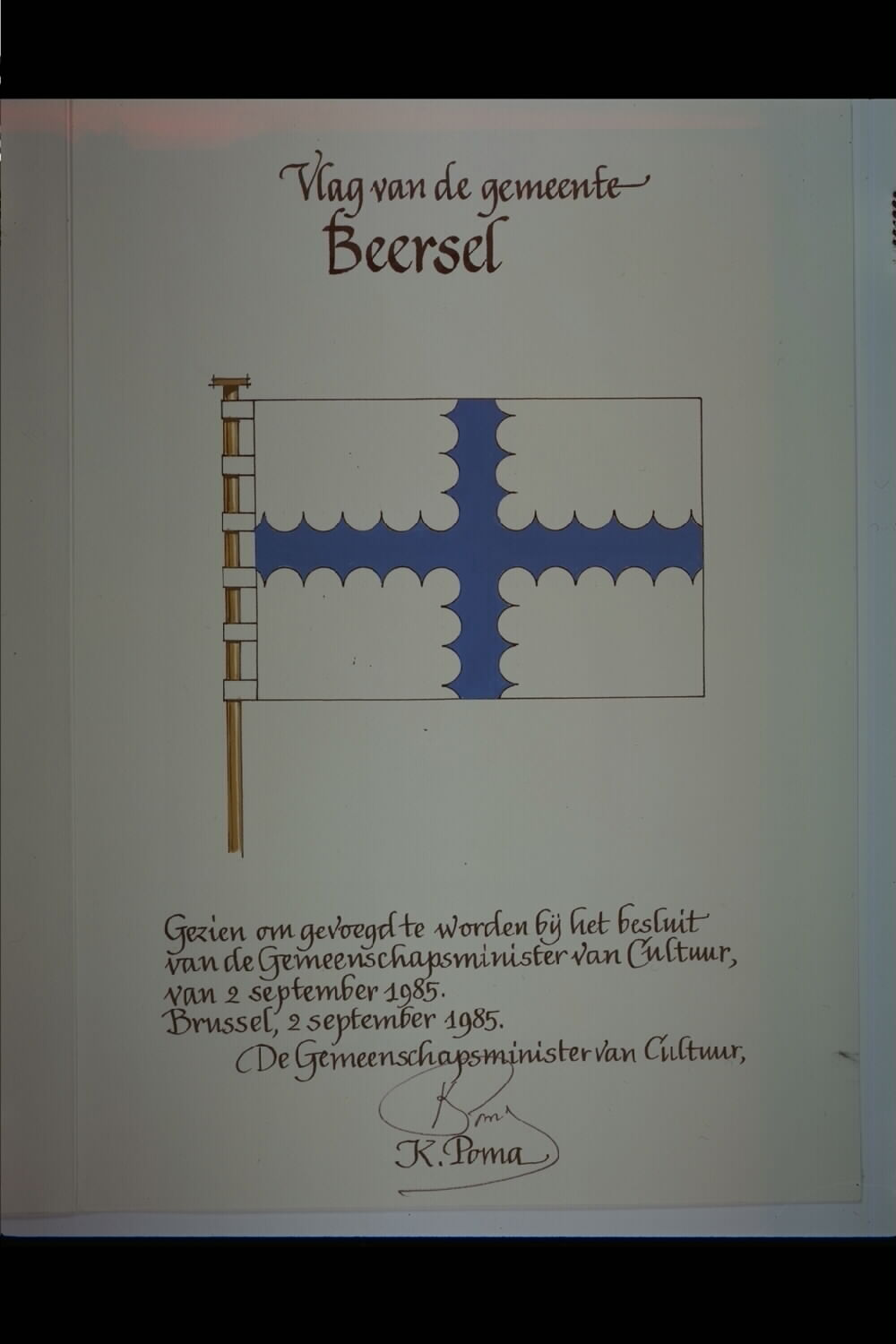
Ontwerp vlag getekend door Karel Poma
De vlag van de voormalige gemeente Alsemberg